# Kaasmarktsluis
De Kaasmarktsluis (brug 32) is een vaste brug in Amsterdam-Centrum.   
De brug ligt in de oostelijke kade van de Reguliersgracht naar het Thorbeckeplein. Ze overspant daarbij de Herengracht. De zuidoostelijke walkant loopt in een hoek van 90 graden naadloos over in die van de Tante Saarbrug (brug 31). In die gezamenlijke kademuur is een steen geplaatst met daarop "Anno 1734". Opvallend is dat de brug maar één doorvaart heeft, de meeste bruggen over de "grote" grachten hebben meerdere doorvaarten. Een bredere doorvaart was niet nodig want de verderop gelegen brug 34 is ook al zo smal. De brug, zelf geen monument, wordt omringd door rijksmonumenten waaronder het Standbeeld van Johan Rudolph Thorbecke.
Er ligt hier al eeuwen een brug. Stadsarchitect Daniël Stalpaert tekende op het ontwerpgedeelte van zijn kaart uit 1662 al een brug hier, maar de omgeving moest nog grotendeels bebouwd worden, getuige een kaart voor de gronduitgifte van mei 1664. Jacob Bosch tekende de brug in op zijn plattegrond van die Vierde uitleg. Frederick de Wit liet op zijn plattegrond uit 1688 een ingerichte wijk zien met opnieuw een brug hier. De brug was er bijna niet meer geweest. In 1907 was er een plan om een directe verbinding tussen het Rembrandtplein en de Ferdinand Bolstraat te maken. Daarbij zou de Reguliersgracht gedempt worden. Men koos echter een variant (verbreding van de Vijzelstraat etc.). Die keus kwam mede tot stand doordat het leggen van een nieuwe brug hier kostbaar zou zijn, vanwege juist de schoonheid van het stuk Herengracht hier. In 1935 was de hoge brug weer onderwerp van gesprek bij een paardentragedie. Een koetsier met bespannen kar met koffie en thee wilde van de brug de kade van de Herengracht op, het paard verloor haar grip op de weg en gleed met kar de bloemenkelder van Reguliersgracht 1 in. Het paard viel daarbij dermate ongelukkig dat ze ondanks diverse reddingspogingen overleed. Van verlaging van de brug om dit soort ongelukken vermijden was geen sprake. In 2017 ligt hier nog steeds een relatief hoge boogbrug.
De brug is vernoemd naar de kaasmarkt die werd gehouden op het Reguliersplein, later Thorbeckeplein, denk daarbij ook aan de vroegere functie en naam van het Rembrandtplein, de botermarkt.
1 · 2 · 3 · 4 · 5 · 6 · 7 · 8 · 9 · 10 · 11 · 12 · 13 · 14 · 15 · 16 · 17 · 18 · 19 · 20 · 21 · 22 · 23 · 24 · 25 · 26 · 27 · 28 · 29 · 30 · 31 · 32 · 34 · 35 · 36 · 37 · 38 · 39 · 40 · 41 · 42 · 43 · 44 · 45 · 46 · 47 · 48 · 49 · 50 · 51 · 52 · 53 · 54 · 55 · 56 · 57 · 58 · 59 · 60 · 61 · 62 · 63 · 64 · 65 · 66 · 67 · 68 · 69 · 70 · 71 · 72 · 73 · 74 · 75 · 76 · 77 · 78 · 79 · 80 · 81 · 82 · 84 · 85 · 86 · 87 · 88 · 89 · 90 · 91 · 92 · 93 · 94 · 95 · 96 · 97 · 98 · 99 · >>>
Brugnummers 33 en 83 zijn niet (meer) vergeven